# Союз ТМ-7
Союз ТМ-7 е извежда в космоса четвъртата основна експедиция на станцията „Мир“.

## Екипаж

### При старта

#### Основен
- Александър Волков (2) – командир
- Сергей Крикальов (1) – бординженер
- Жан-Лу Кретиен (2) – космонавт-изследовател

#### Дублиращ
- Александър Викторенко – командир
- Александър Серебров – бординженер
- Мишел Тонини – космонавт-изследовател

### При кацането
- Александър Волков (2) – командир
- Сергей Крикальов (1) – бординженер
- Валерий Поляков (1) – космонавт-изследовател

## Параметри на мисията
- Маса: 7000 кг
- Перигей: 194 км
- Апогей: 235 км
- Наклон на орбитата: 51,6°
- Период: 88,8 мин

## Описание на полета
Стартът на кораба се осъществява на 26 ноември, след едноседмично отлагане, за да се даде възможност на президента на Франция Франсоа Митеран да присъства на изстрелването. На старта са също и музикантите от групата „Пинк Флойд“, концертния албум на които („Delicate Sound of Thunder“) съветските космонавти вземат на борда. Този албум става първият рок-албум, прозвучал в космоса.
За времето на престоя на станцията „Мир“, Кретиен и Волков извършват излизане в открития космос с продължителност 5 часа 57 минути. За това време те установяват платформа с пет технологични експеримента, необходими за развитието на програмата Хермес. Освен това извън станцията е заложен и експериментът „ЕРА“.

### Космически разходки
| № | Участници                        | Начало                    | Край                      | Продължителност   |
| - | -------------------------------- | ------------------------- | ------------------------- | ----------------- |
| 1 | Жан-Лу Кретиен Александър Волков | 9 декември 1988 09:57 UTC | 9 декември 1988 15:57 UTC | 6 часа и 0 минути |

Волков и Крикальов заменят на борда на станцията Владимир Титов и Муса Манаров. Кретиен прекарва на борда около 3 седмици. За това време са проведени различни експерименти. Направени са топографско и спектрално заснемане повърхността на Земята, изследвания в областта на рентгеновата астрономия, биологични и медицински експерименти. Сред тях са анализ на кръвта, наблюдения на съвместната работа на очите и мускулите, изследвания по приспособимостта към безтегловност. Освен това са измерени космическите лъчи на борда на станцията.
Четвъртата международна експедиция на станцията „Мир“ изполнила обширна изследователска програма с повече от 5000 отделни експерименти в областта на рентгеновата и ултравиолетовата астрономия и спектроскопия, изследвания на слънцето и атмосферата, медицината, техниката, биологията и материалознанието. Наблюдавани са източници на силни рентгенови лъчения, сред тях „Скорпион X-1“, „Центавър X-3“, свръхновата SN 1987A, пулсари в съзвездието Корабни платна и малкия магеланов облак. С помощта на ултравиолетовия спектроскоп и телескопа „Глазар“ на модула Квант са сканирани някои области на небето в съзвездията Южен кръст, Колар, Касиопея и Кърма.
При това са записани и спектрите на звездите. Многократно са записани и спектрите на свръхновата 1987А, с които могат да се проследят временните му изменения. Много изследвания са посветени на замърсяването на околната среда, плътността на озоновия слой и въздействието на високоенергетичниъте излъчвания върху атмосферата на Земята. Изучавано е и възникването на заредени частици в горните слоеве на атмосферата. Направени са и фотографски и спектрални снимки на повърхността на Земята.
Медицинските изследвания на лекаря Валерий Поляков са посветени на приспособимостта към безтегловността, циркулацията, налягането и състава на кръвта, особено в сетивните органи и вестибуларния апарат, загубата на калций в тялото и сърдечно-съдовата система.
Освен това е изучаван растежа на растенията в безтегловност, получаването на свръхчисти биологично-активни препарати, получени са и нови полупроводникови материали и металически сплави. На борда на станцията е доставена нова електронна техника, нови устройства за регулиране на климата. Материалите и продоволствията са доставени с корабите „Прогрес 38“, -39, -40 и -41. След завършване на изследователската работа, станцията е приведена в автоматичен режим.
Кацането се осъществява на 27 април 1989 г.